# Championnat de Nouvelle-Calédonie de football 2018
Navigation
Édition précédente Édition suivante
La saison 2018 du Championnat de Nouvelle-Calédonie de football est la septième édition de la Super Ligue, le championnat de première division en Nouvelle-Calédonie. Les douze équipes engagées sont regroupées au sein d'une poule unique où elles affrontent deux fois leurs adversaires, à domicile et à l'extérieur. En fin de saison, les trois derniers du classement sont relégués tandis que le 9e doit disputer un barrage de promotion relégation face à trois formations de deuxième division. Deux formations seront promues ce qui portera le nombre de participants pour la prochaine édition à dix équipes.
C'est le club de l'AS Magenta qui remporte la compétition cette saison après avoir terminé en tête du classement. C'est le onzième titre de champion de Nouvelle-Calédonie de l'histoire du club.

## Participants
- AS Magenta
- AS Lössi
- Hienghène Sport
- AS Mont-Dore
- AS Wetr
- SC Ne Drehu
- AS Tiga Sport
- Horizon Patho
- RC Poindimié
- Association groupes des jeunes du Pacifique
- Trio Kedeigne - Promu de D2
- Thio Sports - Promu de D2

## Compétition

### Classement
Le classement est établi sur le barème de points suivant : victoire à 4 points, match nul à 2, défaite à 1.
| Rang | Équipe                                         | Pts | J  | G  | N | P  | Bp | Bc | Diff |
| ---- | ---------------------------------------------- | --- | -- | -- | - | -- | -- | -- | ---- |
| 1    | AS MagentaC                                    | 71  | 22 | 17 | 4 | 1  | 63 | 27 | +36  |
| 2    | Hienghène SportT -3                            | 64  | 22 | 15 | 1 | 6  | 56 | 29 | +27  |
| 3    | AS Mont-Dore                                   | 63  | 22 | 12 | 5 | 5  | 31 | 24 | +7   |
| 4    | SC Ne Drehu                                    | 61  | 22 | 11 | 6 | 5  | 45 | 28 | +17  |
| 5    | AS Tiga Sport -6                               | 59  | 22 | 14 | 1 | 7  | 52 | 29 | +23  |
| 6    | AS Lössi -6                                    | 53  | 22 | 10 | 7 | 5  | 48 | 30 | +18  |
| 7    | Trio KedeigneP-6                               | 40  | 22 | 7  | 3 | 12 | 32 | 44 | -12  |
| 8    | AS Wetr -6                                     | 39  | 22 | 7  | 2 | 13 | 32 | 34 | -2   |
| 9    | Horizon Patho -9                               | 37  | 22 | 6  | 6 | 10 | 40 | 32 | +8   |
| 10   | Thio SportsP -6                                | 35  | 22 | 5  | 4 | 13 | 23 | 50 | -27  |
| 11   | RC Poindimié -9                                | 31  | 22 | 5  | 3 | 14 | 44 | 71 | -27  |
| 12   | Association groupes des jeunes du Pacifique -6 | 20  | 22 | 1  | 2 | 19 | 24 | 93 | -69  |

|  | Qualification pour la Ligue des champions de l'OFC 2020                                                                                          |
|  | Participation au barrage de promotion-relégation                                                                                                 |
|  | Relégation directe en deuxième division |
|  | T : Tenant du titre C : Vainqueur de la Coupe de Nouvelle-Calédonie P : Promu de deuxième division En italique : club basé dans les îles Loyauté |

- Des pénalités sont infligées aux équipes qui ne peuvent pas fournir d’arbitre et ne remplissent pas certaines obligations vis-à-vis des équipes de jeunes[2].

#### Poule de promotion-relégation
Le 9e de Super Ligue, l'Horizon Patho est engagé en barrages de promotion-relégation avec trois équipes de deuxième division pour déterminer les deux dernières équipes qualifiées pour la prochaine saison de première division. Les rencontres ont lieu le 9 mars 2019 au Stade Numa-Daly, de Nouméa.
| Équipe 1        | Résultat | Équipe 2       |
| --------------- | -------- | -------------- |
| ES Wacaele (D2) | 2 - 0    | (D2) Dumbéa FC |
| JS Baco (D2)    | 3 - 9    | Horizon Patho  |

- Horizon Patho se maintient tandis que l'ES Wacaélé est promue en Super Ligue.

## Bilan de la saison
| Championnat de Nouvelle-Calédonie de football 2018 |                                             |
| Champion                                           | AS Magenta (11e titre)                      |
| Coupes et trophées                                 |                                             |
| Vainqueur de la Coupe de Nouvelle-Calédonie 2018   | AS Magenta                                  |
| Qualifications continentales                       |                                             |
| Ligue des champions de l'OFC 2020                  | Hienghène Sport                             |
| Ligue des champions de l'OFC 2020                  | AS Magenta                                  |
| Promotions et relégations                          |                                             |
| Promus en Super Ligue                              | ES Wacaélé                                  |
| Relégués en Promotion d'Honneur                    | Thio Sports                                 |
| Relégués en Promotion d'Honneur                    | RC Poindimié                                |
| Relégués en Promotion d'Honneur                    | Association groupes des jeunes du Pacifique |